# Carlo Zen
 (août 2021).

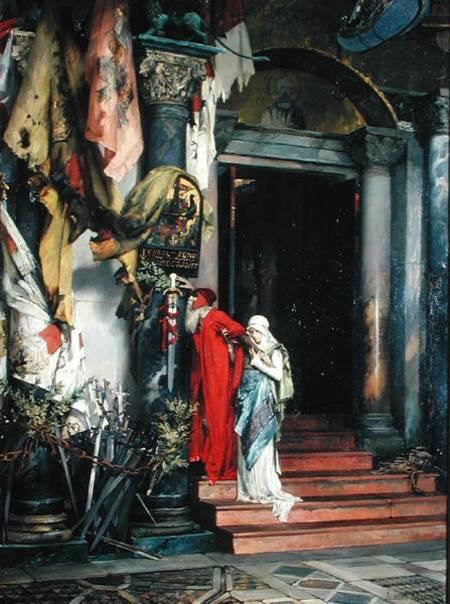
« L'amiral Carlo Zen »

Carlo Zen (1334-1418) est un grand amiral de la république de Venise.

## Biographie
Carlo Zen voyagea sept ans en Orient, puis conduisit la négociation qui valut Ténédos aux Vénitiens en 1376. En 1379, il défendit Trévise contre les Hongrois et sauva cette frontière. Il battit ensuite les Génois dans les lagunes de Venise en 1380 et par cette victoire arracha la République à une ruine imminente.
Il fut nommé grand amiral, ambassadeur en France et en Angleterre, procurateur de Saint-Marc. Il défit le général Boucicaut sur mer près de Modon en 1403, et fit avec le même succès la guerre à François de Carrare, mais, ayant été soupçonné de s'être laissé corrompre par ce prince, il fut condamné, quoique sans preuve, et tenu deux ans en prison.
Après sa délivrance, il fit un pèlerinage à Jérusalem. À son retour, il défendit le roi de Chypre Lusignan contre les attaques des Génois.
Rentré dans Venise, il se consacra aux lettres.
Ses frères, Nicolò  et  Antonio, équipèrent un navire à leurs frais pour visiter [les terres lointaines : ils se dirigèrent au nord de l'Europe et découvrirent des terres inconnues qu'ils nommèrent Frisknd, Poland, Engroveland, Estotiland et Icarcé. On a quelque raison de soupçonner que ce sont les îles Féroé, l'Islande, le Groenland, le Labrador et Terre-Neuve. Ils moururent, le premier en 1395, le second en 1405. Leurs lettres, cartes et relations manuscrites sont restées inconnues jusqu'à ce qu'un petit-fils d'Antonio, Antonio Zeno, en tira le recueil intitulé : Découverte des îles de Frislanda, Islanda, etc., Venise, 1558.

## Source
Marie-Nicolas Bouillet  et Alexis Chassang (dir.), « Carlo Zen » dans Dictionnaire universel d’histoire et de géographie, 1878 (lire sur Wikisource)